# Марго Мартіндейл
Марго Мартіндейл (англ. Margo Martindale; нар. 18 липня 1951) — американська акторка кінематографа, телебачення та театру. Володарка трьох премій «Еммі» і номінантка премії «Тоні».

## Дитинство та юність
Мартіндейл народилася 1951 року в Джексонвіллі, штат Техас, США, наймолодшою з трьох дітей і єдиною донькою родини. Навчаючись у школі, грала у гольф, була черлідеркою та брала участь в акторському гуртку, була коронована титулом «Серця футбольної команди», а також «Міс середньої школи Джексонвілля» в 1969 році. Після середньої школи навчалася в коледжі, а після вступила до Мічиганського університету, одночасно вивчаючи драматичне мистецтво в Гарвардському університеті.

## Кар'єра
Марго Мартіндейл почала свою кар'єру на початку 80-х, виступаючи на театральній сцені, де познайомилася з Кеті Бейтс, що стала незабаром її гарною подругою. Її першим великим успіхом стала роль Труді в оригінальній версії п'єси Роберта Гарлінгена — «Сталеві магнолії» в 1987 році. 2004 року Мартіндейл була номінована на премію «Тоні» за найкращу жіночу роль другого плану у п'єсі за виступ у бродвейській виставі «Кішка на розжареному даху».
На початку 90-х, прагнучи мати постійну роботу на екрані, Мартіндейл переїхала до Лос-Анджелеса і почала з'являтися в кіно і на телебаченні. Незабаром зіграла ролі другого плану в таких фільмах, як «Масло Лоренцо», «Фірма», «Мрець іде», «Кімната Марвіна», «Практична магія», «Доказ життя», «Години» та багатьох інших. Зіграла злу матір героїні Гіларі Свенк у фільмі 2004 року «Крихітка на мільйон доларів», а також одну з ключових ролей в картині 2006 року «Париж, я люблю тебе». На телебаченні Мартіндейл знялася в серіалах «Центральна вулиця, 100» (2001—2002), «Багаті» (2007—2008) і «Милосердя» (2009—2010), що знімались недовго. Також з'явилася в серіалах «Декстер» і «Медіум».
У 2011 році Марго Мартіндейл знялася у другому сезоні серіалу «Правосуддя», де втілила роль глави кримінального клану Мегс Беннетт. Ця роль принесла акторці масу позитивних відгуків від критики і підтримку у відповідних виданнях, експерти в яких відзначали її перевтілення у своїх списках найкращих подій року. Мартіндейл виграла премію «Еммі» і нагороду «Вибір телевізійних критиків», а також отримала ряд інших номінацій за свою роботу в серіалі.
Пізніше вона знялася в серіалі «Обдарований» у 2011—2012 роках, закритому після одного сезону, а навесні 2012 року отримала головну роль в пілоті комедійного серіалу «Культура за прилавком», однак він не отримав підтримки на подальше виробництво серіалу через травми виконавиці однієї з головних ролей — Дельти Берк. Вона також знялася у фільмі 2013 року «Прекрасні створіння» і отримала роль в картині «Серпень: Графство Осейдж», де грає змучену сестру Меріл Стріп. Також у 2013 році була запрошена на роль агента КДБ в серіал «Американці», за який в 2015 році здобула другу премію «Еммі». Після цього почала грати одну з головних ролей в сіткомі «Міллери».
У 2015 році Марго Мартіндейл грала повторювану роль Рут Істман, нової менеджерки кампанії Пітера Флоріка в «Гарній дружині», потім знялась у продовженні цього серіалу «Добра боротьба» і в 2018 році.
У січні 2017 рік відбулась прем'єра першого сезону серіалу Sneaky Pete, в якому Мартіндейл зіграла Одрі Бернгардт. Потім продовжила знімання у другому та третьому сезонах.

## Особисте життя
З 1986 року Марго Мартіндейл одружена з музикантом Біллом Боалсом. У них є донька.

## Фільмографія
| Рік         |    | Українська назва                    | Оригінальна назва                                              | Роль                                        |
| ----------- | -- | ----------------------------------- | -------------------------------------------------------------- | ------------------------------------------- |
| 1987        | тф | Ще раз                              | Once Again                                                     | Деббі Люпіно                                |
| 1988        | тф |                                     | The Child Saver                                                | Алма                                        |
| 1989        | с  | Самотній голуб                      | Lonesome Dove                                                  | Буффало Гейфер                              |
| 1990        | ф  | Дні грому                           | Days of Thunder                                                | Донна                                       |
| 1991        | ф  | Ракетник                            | The Rocketeer                                                  | Міллі                                       |
| 1991        | с  | Золоті роки                         | Golden Years                                                   | ім'я персонажа невідомо                     |
| 1992        | ф  | Масло Лоренцо                       | Lorenzo's Oil                                                  | Міллі                                       |
| 1993        | ф  | Емма та Елвіс                       | Emma and Elvis                                                 | Дженні                                      |
| 1993        | ф  | Фірма                               | The Firm                                                       | Ніна Хафф                                   |
| 1994        | с  | Поліцейські під прикриттям          | New York Undercover                                            | медсестра Ворнер                            |
| 1994        | ф  | Без дурнів                          | Nobody's Fool                                                  | Берді                                       |
| 1995        | ф  | Сабріна                             | Sabrina                                                        | медсестра                                   |
| 1995        | ф  | Мрець іде                           | Dead Man Walking                                               | Сестра Коллін                               |
| 1996        | с  | Закон і порядок                     | Law & Order                                                    | міс Бест                                    |
| 1995        | тф | Рубі Джин і Джо                     | Ruby Jean and Joe                                              | Френкі                                      |
| 1996        | ф  | Кімната Марвіна                     | Marvin's Room                                                  | доктор Шарлотта                             |
| 1996        | ф  | Привиди Міссісіпі                   | Ghosts of Mississippi                                          | Клара Мейфілд                               |
| 1997        | тф | Не нашкодь                          | ...First Do No Harm                                            | Marjean                                     |
| 1997        | ф  | Інтенсивна терапія                  | Critical Care                                                  | Констанція 'Конні' Поттер                   |
| 1997        | ф  | Око бога                            | Eye of God                                                     | Дороті                                      |
| 1998        | ф  | Сутінки                             | Twilight                                                       | Глорія Ламар                                |
| 1998        | ф  | Практична магія                     | Practical Magic                                                | Лінда Беннетт                               |
| 1999        | ф  | Сновидіння                          | In Dreams                                                      | медсестра Флойд                             |
| 1999        | с  | Забійний відділ                     | Homicide: Life on the Street                                   | Верна Гендерсон                             |
| 1999        | тф | Земні бажання                       | Earthly Possessions                                            | Ліббі                                       |
| 1999        | с  | Шукачі                              | Snoops                                                         | Ханна Ларсон                                |
| 1999        | ф  | Погоня з Дияволом                   | Ride with the Devil                                            | Вільма Браун                                |
| 2000        | ф  | 28 днів                             | 28 Days                                                        | Бетті                                       |
| 2000        | тф | Ідеальне вбивство, ідеальне місто   | Perfect Murder, Perfect Town: JonBenét and the City of Boulder | Лінда Гоффман-П'ю                           |
| 2000        | ф  | Доказ життя                         | Proof of Life                                                  | Іві                                         |
| 2001        | с  | Ласкаво просимо до Нью-Йорка        | Welcome to New York                                            | Роуз                                        |
| 2001        | тф | Дівчатка у великому місті           | A Girl Thing                                                   | Мей                                         |
| 2001        | тф | Чому вчаться дівчатка               | What Girls Learn                                               | Лейни                                       |
| 2001 — 2002 | с  | Центральна вулиця, 100              | 100 Centre Street                                              | Мішель Гранд                                |
| 2002        | тф | Проєкт Ларамі                       | The Laramie Project                                            | Тріш Стегер                                 |
| 2002        | ф  | Години                              | The Hours                                                      | місіс Леч                                   |
| 2003        | ф  | Це все про кохання                  | It's All About Love                                            | Бетсі                                       |
| 2003        | с  | Ед                                  | Ed                                                             | Аманда Майерс                               |
| 2003        | тф | Несподівана любов                   | An Unexpected Love                                             | Меггі                                       |
| 2003        | ф  | Заплямована репутація               | The Human Stain                                                | психолог                                    |
| 2004        | ф  | Кращий злодій світу                 | The Best Thief in the World                                    | міс Мейсон                                  |
| 2004        | тф | Ангели із залізними зубами          | Iron Jawed Angels                                              | Херріот Блатч                               |
| 2004        | тф | Пісня прерій                        | Plainsong                                                      | місіс Бекман                                |
| 2004        | ф  | Крихітка на мільйон                 | Million Dollar Baby                                            | Ерлін Фіцджеральд                           |
| 2005        | тф | Срібні дзвіночки                    | Silver Bells                                                   | місіс Квінн                                 |
| 2005 — 2006 | с  | Медіум                              | Medium                                                         | Кетрін                                      |
| 2006        | ф  | Чемпіони                            | Champions                                                      | Джері                                       |
| 2006        | ф  | Париж, я люблю тебе                 | Paris, je t'aime                                               | Керол                                       |
| 2006        | ф  | Одружуся з першою-ліпшою            | Wedding Daze                                                   | Бетсі                                       |
| 2006        | с  | Закон і порядок: Спеціальний корпус | Law & Order: Special Victims Unit                              | Рита Габлер                                 |
| 2006 — 2008 | с  | Декстер                             | Dexter                                                         | Камілла                                     |
| 2007        | ф  | Дикуни                              | The Savages                                                    | Роз                                         |
| 2007        | ф  | Граніт науки                        | Rocket Science                                                 | тренер                                      |
| 2007        | ф  | Мо                                  | Mo                                                             | Пем                                         |
| 2007        | ф  | Смерть та життя Боббі Зі/Підстава   | The Death and Life of Bobby Z                                  | Мекі                                        |
| 2007        | ф  | Шляхи і пута                        | Rails & Ties                                                   | Джуді                                       |
| 2007        | ф  | Свято кохання                       | Feast of Love                                                  | місіс Магароліан                            |
| 2007        | ф  | Супергерої                          | Superheroes                                                    | мати Бена                                   |
| 2007        | ф  | Злети і падіння: Історія Дьюї Кокса | Walk Hard: The Dewey Cox Story                                 | Ма Кокс                                     |
| 2007 — 2008 | с  | Багаті                              | The Riches                                                     | Ніна Бернс                                  |
| 2008        | ф  | Війна з примусу                     | Stop-Loss                                                      | секретар сенатора                           |
| 2008        | ф  | Любовний менеджмент                 | Management                                                     | Тріш                                        |
| 2009        | ф  | Сезон перемог                       | The Winning Season                                             | Донна                                       |
| 2009        | ф  | Ханна Монтана:Кіно                  | Hannah Montana: The Movie                                      | Рути Стюарт                                 |
| 2009        | ф  | Дитя пітьми                         | Orphan                                                         | доктор Браунінг                             |
| 2009        | с  | Жеребець                            | Hung                                                           | Моллм                                       |
| 2009        | ф  | Дитя пітьми                         | Orphan                                                         | доктор Браунінг                             |
| 2009        | ф  | Мотузка                             | La soga                                                        | Фленніган                                   |
| 2009 — 2010 | с  | Милосердя                           | Mercy                                                          | медсестра Клоуд                             |
| 2010        | ф  | Підроблений                         | Forged                                                         | Діанна                                      |
| 2010        | ф  | Чемпіон                             | Secretariat                                                    | міс Елізабет Хем                            |
| 2010        | ф  | Головна вулиця                      | Main Street                                                    | Міртл Паркер                                |
| 2011        | ф  | Перемагай!                          | Win Win                                                        | Елеанонор                                   |
| 2011        | с  | Закон Геррі                         | Harry's Law                                                    | Джина Пауелл                                |
| 2011        | с  | Правосуддя                          | Justified                                                      | Мегз Беннетт                                |
| 2011        | ф  | Універсальний                       | Scalene                                                        | Дженіс Трімбл                               |
| 2011        | с  | Хаос                                | Chaos                                                          | Доріс                                       |
| 2011 — 2012 | с  | Обдарований людина                  | A Gifted Man                                                   | Рита Перкінс-Холл                           |
| 2012        | тф | Культура за прилавком               | Counter Culture                                                | Біллі                                       |
| 2012        | с  | Форс-мажори                         | Suits                                                          | Нелл Сойєр                                  |
| 2012        | с  | У полі зору                         | Person of Interest                                             | Барбара Рассел                              |
| 2013        | с  | Життя як шоу                        | Smash                                                          | Міріам Абрамсон                             |
| 2013        | с  | Життя як шоу                        | Smash                                                          | Міріам Абрамсон                             |
| 2013        | ф  | Прекрасні створіння                 | Beautiful Creatures                                            | тітка Дель                                  |
| 2013        | с  | Новенька                            | The New Girl                                                   | Бонні                                       |
| 2013        | ф  | Синій птах                          | Bluebird                                                       | Кристал                                     |
| 2013        | ф  | Август: Графство Осейдж             | August: Osage County                                           | Метті Фей Ейкен                             |
| 2013        | с  | Майстри сексу                       | Masters of Sex                                                 | міс Хоршоу                                  |
| 2013 — 2018 | с  | Американці                          | The Americans                                                  | Клаудія                                     |
| 2013 — 2015 | с  | Міллери в розлученні                | The Millers                                                    | Керол Міллер                                |
| 2014        | ф  | Небеса реальні                      | Heaven Is for Real                                             | Ненсі Роулінг                               |
| 2014 — 2020 | с  | Кінь БоДжек                         | BoJack Horseman                                                | характерна актриса Марго Мартіндейл (камео) |
| 2015        | ф  | Холлер                              | The Hollars                                                    | Саллі Холлер                                |
| 2015        | кф | Емісар                              | The Emissary                                                   | Наталі Рей                                  |
| 2015 — 2019 | с  | Підлий Піт                          | Sneaky Pete                                                    | Одрі                                        |
| 2016        | ф  | Нестерпні леді                      | Mother's Day                                                   | Флоренс                                     |
| 2018        | ф  | Родина за хвилину                   | Instant Family                                                 | Сенді Вагнер                                |
| 2019        | ф  | Королеви криміналу/Кухня            | The Kitchen                                                    | Гелен О'Керролл                             |
| 2019        | с  | Вдавання                            | The Act                                                        | Емма Бланчард                               |
| 2020        | с  | Місіс Америка                       | Mrs. America                                                   | Белла Абзуг                                 |
| 2023        | ф  | Кокаїновий ведмідь                  | Cocaine Bear                                                   | Ліз                                         |

## Нагороди та номінації
| Асоціація                       | Рік  | Категорія                                                             | Робота                    | Результат |
| ------------------------------- | ---- | --------------------------------------------------------------------- | ------------------------- | --------- |
| Прайм-тайм премія «Еммі»        | 2011 | Найкраща жіноча роль другого плану в драматичному телесеріалі         | Правосуддя                | Перемога  |
| Прайм-тайм премія «Еммі»        | 2013 | Найкраща запрошена акторка в драматичному телесеріалі                 | Американці                | Номінація |
| Прайм-тайм премія «Еммі»        | 2014 | Найкраща запрошена акторка в драматичному телесеріалі                 | Американці                | Номінація |
| Прайм-тайм премія «Еммі»        | 2015 | Найкраща запрошена акторка в драматичному телесеріалі                 | Американці                | Перемога  |
| Прайм-тайм премія «Еммі»        | 2016 | Найкраща запрошена акторка в драматичному телесеріалі                 | Американці                | Перемога  |
| Прайм-тайм премія «Еммі»        | 2020 | Найкраща жіноча роль другого плану в мінісеріалі або телефільмі       | Місіс Америка             | Номінація |
| «Хлотрудис»                     | 2008 | Найкраща жіноча роль другого плану                                    | Париж, я люблю тебе       | Номінація |
| «Хлотрудис»                     | 2017 | Найкраща жіноча роль другого плану                                    | Холлеры                   | Номінація |
| «Вибір телевізійних критиків»   | 2011 | Найкраща жіноча роль другого плану в драматичному серіалі             | Правосуддя                | Перемога  |
| «Вибір телевізійних критиків»   | 2016 | Кращий запрошений виконавець у драматичному серіалі                   | Хороша дружина            | Перемога  |
| «Вибір телевізійних критиків»   | 2018 | Найкраща жіноча роль другого плану в драматичному серіалі             | Підлий Піт                | Номінація |
| «Вибір телевізійних критиків»   | 2021 | Найкраща жіноча роль другого плану в мінісеріалі або телефільмі       | Місіс Америка             | Номінація |
| «Драма Деск»                    | 2004 | Найкраща жіноча роль другого плану у п'єсі                            | Кішка на розжареному даху | Номінація |
| «Супутник»                      | 2011 | Найкраща жіноча роль другого плану — мінісеріал, серіал або телефільм | Правосуддя                | Номінація |
| «Супутник»                      | 2013 | Найкраща жіноча роль другого плану — мінісеріал, серіал або телефільм | Американці                | Номінація |
| Премія Гільдії кіноакторів США  | 2014 | Найкращий акторський склад у ігровому кіно                            | Серпень: Графство Осейдж  | Номінація |
| Премія Гільдії кіноакторів США  | 2019 | Найкращий акторський склад у драматичному серіалі                     | Американці                | Номінація |
| Асоціація телевізійних критиків | 2011 | Індивідуальні досягнення в драмі                                      | Правосуддя                | Номінація |
| «Тоні»                          | 2004 | Найкраща жіноча роль другого плану у п'єсі                            | Кішка на розжареному даху | Номінація |